# 巴丁县

巴丁县(乌尔都语: بدین)是巴基斯坦信德省的所辖的一个县。位于北纬24°5至25°25，东经 68°21至69°20之间。该县面积6,726平方公里，总人口1,136,636（1998年），其中16.42%的人口居住在市区。行政中心位于巴丁。 

## 行政区划
巴丁县分为5个乡。